# Tjade
Tjade de Vries, bekend onder zijn artiestennaam Tjade, is een Nederlandse dj.
Tjade is opgegroeid in Friesland. Toen hij verhuisde naar de stad Groningen als student, kwam hij in de muziekwereld terecht en begon zijn carrière als dj. Hij is betrokken bij de feesten van KopjeK, waar hij medeverantwoordelijk is.. Hij draait op grote festivals als Soenda, Into The Woods, Wildeburg en Lowlands, en evenementen als Awakenings en Thuishaven.  
Het genre dat Tjade draait is (neo-)italo, trance en house.
- MusicBrainz: 5aaf623c-8920-4726-8c01-53e11df46130